# Joaquim Biendicho Vidal
Joaquim Biendicho Vidal (Tarragona, 7 de noviembre de 1964) es un profesor y escritor español en lengua catalana.

## Biografía
Licenciado en Geografía e Historia por la Universidad de Barcelona en 1989, dos años más tarde ganó las oposiciones para ser profesor de educación secundaria y trabaja en un centro de su ciudad natal.
Como escritor, ha tenido un intenso recorrido con varios premios. Con su obra, 1937, publicada en agosto de 2009 por la Editorial Proa, ganó en 2008  el Premio Pere Calders de Literatura Catalana; en 2011 publicó Els embolics dels Hoover con la Editorial Bromera, obra con la que había ganado el Premio de Novela Ciudad de Alcira el año anterior; y en 2014 quedó finalista del Premio Josep Pla de narrativa con la obra L'Altre, que publicó Arola Editors en 2016. También ha realizado algunas traducciones del catalán al castellano, entre las que se encuentra la de L'enigma de l'aranya, de Abel Montagut, bajo el título en español de El enigma de Dulwig, publicada con la Editorial Milenio, en 2007.